# Варшавский кинофестиваль
Варша́вский междунаро́дный кинофестива́ль (пол. Warszawski Międzynarodowy Festiwal Filmowy) — международный кинофестиваль, проходящий с 1985 года в городе Варшава (Польша).
Основан участниками киноклуба Hybrydy. В 2001 г. получил аккредитацию Международной федерации ассоциаций кинопродюсеров. С 2005 г. на фестивале вручается премия Международной федерации кинопрессы за лучший фильм Центральной и Восточной Европы. Фестиваль традиционно проходит в середине октября (в 2014 году — с 10 по 19 октября).

## Лауреаты кинофестиваля
- 2017 — Out of Frame ( Гонконг)
- 2016 — Малярия (англ. Malaria) ( Иран)
- 2015 — Неоновый бык (порт. Boi neon) ( Бразилия)
- 2014 — Реальные упыри ( Новая Зеландия)
- 2013 — Мандарины ( Эстония/ Грузия)
- 2012 — Только представь! ( Польша/ Португалия/ Франция/ Великобритания)
- 2011 — Rose ( Польша)
- 2010 — Звуки шума ( Швеция)
- 2009 — The Dark House ( Польша/ Франция), Welcome ( Франция)
- 2008 — Вальс с Баширом ( Израиль)
- 2007 — The Band’s Visit ( Израиль)
- 2006 — Жизнь других ( Германия); Гран-при: Эйфория ( Россия)
- 2005 — Адамовы яблоки ( Дания)
- 2004 — Контроль ( Венгрия)
- 2003 — Buddy ( Норвегия)
- 2002 — Elling ( Норвегия)
- 2001 — Итальянский для начинающих ( Дания)
- 2000 — Одиночки ( Чехия/ Словакия/ Словения)
- 1999 — Дети небес ( Иран)
- 1998 — Жизнь прекрасна ( Италия)
- 1997 — Мужской стриптиз ( Великобритания)
- 1996 — На игле ( Великобритания)
- 1995 — Перед дождём ( Северная Македония/ Великобритания)
- 1994 — Аризонская мечта ( США/ Франция)
- 1993 — Кофе и сигареты ( США)
- 1992 — Книги Просперо ( США)
- 1991 — Двойная жизнь Вероники ( Норвегия/ Франция/ Польша)
- 1990 — Общество мёртвых поэтов ( США)
- 1989 — Отсчёт утопленников ( США) ( Великобритания/ Нидерланды)
- 1988 — Койяанискаци ( США)
- 1987 — Птаха ( США)